# Haute-contre
Een haute-contre of hautecontre is een zangstem behorend tot de categorie tenor. Haute-contres hebben een hoog bereik. Het stemtype werd veel gebruikt in de barokmuziek en met name de Franse. Het stemtype raakte in onbruik, maar met de vernieuwde aandacht voor de oude muziek en de aandacht daarbij voor het uitvoeren ervan met niet alleen historische instrumenten of moderne kopieën ervan, maar ook van een vocaal instrumentarium dat recht doet aan de intenties van de componist en van de tijd waarin de muziekwerken werden gecomponeerd. De tessituur van een haute-contre ligt bijna zo hoog als die van een contratenor (ook wel countertenor) of van een contra-alt.
Voorbeelden van muziek voor haute-contre zijn motetten van François Couperin of de titelrol in de opera Platée van Jean-Philippe Rameau. Ook Marc-Antoine Charpentier, die zelf een haute-contre was, schreef uitvoerig voor dit stemtype.